# 朴葳
朴葳（박위，?—1398年）是高麗王朝末期至朝鮮王朝初期的軍事人物。他多次參與討伐倭寇的戰役。

## 事略
1377年4月至5月，作為金海府使在黃山江（洛東江下游）攻打倭寇，斬首29級。在此戰役中，大量倭寇溺水而死。然而，倭寇50只船入侵金海的南浦。倭寇從黃山江攻擊密城。事先察覺的朴葳先率軍返回，設下了伏兵，自己則親自30只戰船引誘倭寇進入埋伏。倭寇中計，被伏兵包圍，全部殲滅。1385年11月，朴葳作為慶尚道都巡問使，斬殺倭寇14級。威化島回軍時，朴葳在李成桂的軍中，支持李成桂政變，被錄為回軍功臣。1388年8月，再次出任慶尚道都巡問使，在尚州擊破倭寇。同年9月，在高靈縣（今高靈郡）攻擊倭寇，斬首35級。1389年，朴葳奉命率100只戰船攻打日本的對馬島，破壞倭船300只，史稱「第一次對馬島征伐」。這次攻擊之後倭寇入侵次數大減，導致了14世紀倭寇行動的漸微。
朝鮮王朝時期，朴葳擔任防備倭寇的任務，官至參門下府事。1398年，在第一次王子之亂中，朴葳被殺害。
張保皋級潛水艦（209型潛水艦）的第四艘戰艦以「朴葳」的名字命名。

## 腳註
1. 1 2 3 4 5 6 7 8 9 10  武田（2005）
2. ↑  金（2002）
3. 1 2  村井（1993）